# 东三环北路
东三环北路是一条位于北京市朝阳区的道路，南北走向。该路北起与101国道和首都机场高速公路相交的三元桥，与北三环东路相连，南至京广桥，与东三环中路和朝阳路、朝阳门外大街相连。始建于1960年，1994年扩建。